# یواس‌اس ساموئل گومپرز (ای‌دی-۳۷)
یواس‌اس ساموئل گومپرز (ای‌دی-۳۷) (به انگلیسی: USS Samuel Gompers (AD-37)) یک کشتی بود که طول آن ۶۴۵ فوت (۱۹۷ متر) بود. این کشتی  در سال ۱۹۶۶ ساخته شد.